# De zoontjesfabriek
De zoontjesfabriek is een boek van Ayaan Hirsi Ali, dat in december 2002 verscheen. De ondertitel luidt: Over vrouwen, islam en integratie. Het is een bundel van alle artikelen (zeven in totaal) die Hirsi Ali tot dan toe had gepubliceerd, en een interview van Colet van der Ven.
Het boek werd veel besproken, vertaald en een bestseller in onder meer Duitsland (waar het onder de titel Ich klage an. Plädoyer für die Befreiung der muslimischen Frauen samen met De maagdenkooi werd gepubliceerd in 2005) en Italië (waar De maagdenkooi en het scenario van Submission aan waren toegevoegd onder de naam Non sottomessa. Contro la segregazione nella società islamica).

## Inhoud

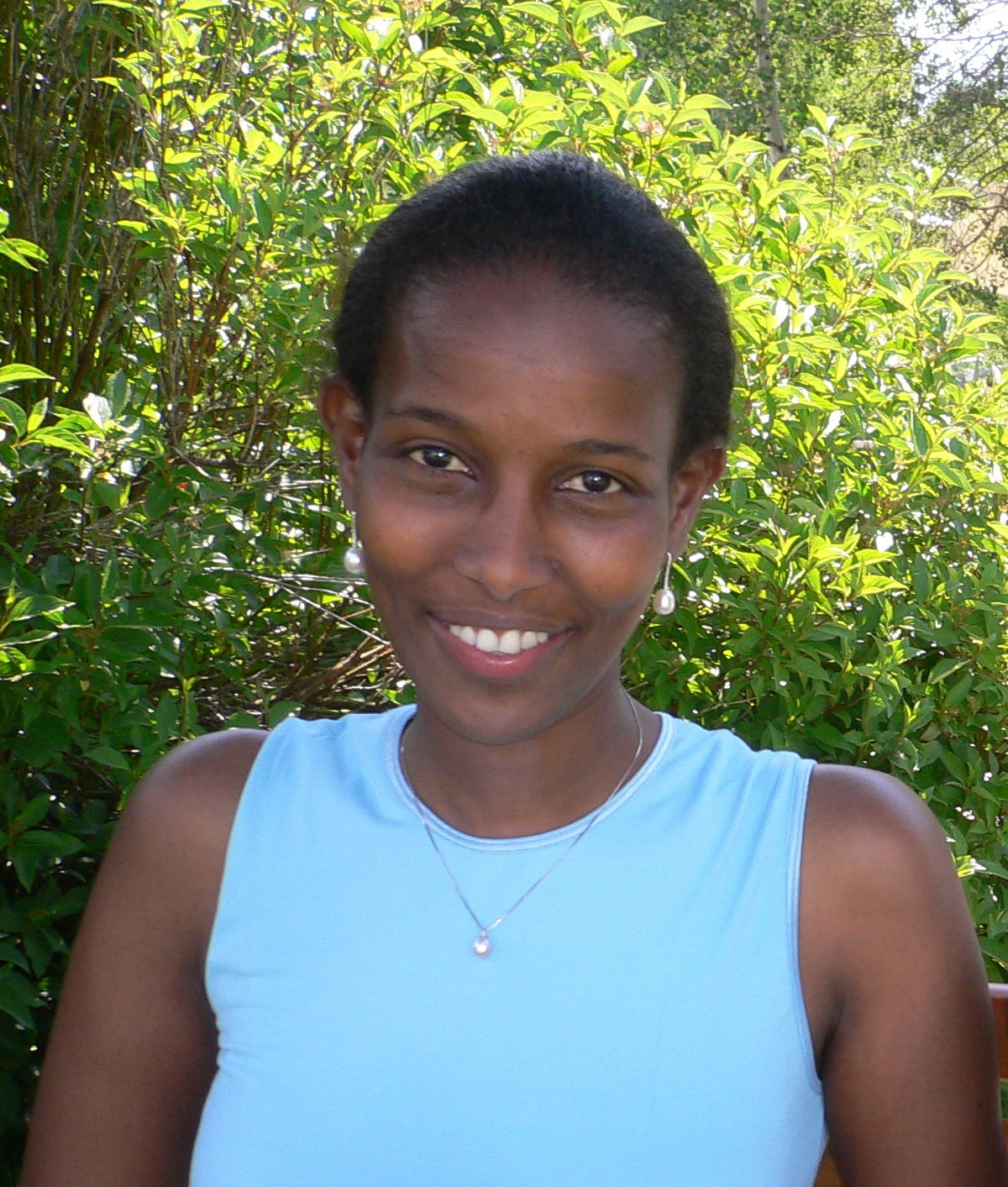
Ayaan Hirsi Ali in 2006

Het boek bevat de volgende artikelen:
- 'Ik wil dat het hier en nu gebeurt'. Interview door Colet van der Ven
- Tussen confrontatie en verzoening. Nederland en de islam
- Laat ons niet in de steek. Gun ons een Voltaire
- Waarom lukt het ons niet om naar onszelf te kijken?
- Moslima's, eis je rechten op!
- PvdA onderschat het lijden van moslimvrouwen
- Schurende normen. Over integratie als inwijding in de moderniteit
- Waarom ik de VVD verkies boven de PvdA

Uitgeverij Augustus gaf de volgende samenvatting in de vorm van een citaat van Hirsi Ali uit het boek: "Een moslimvrouw heeft meer status naarmate ze meer zonen heeft. Als mijn oma werd gevraagd hoeveel kinderen ze had, zei ze: 'Eén.' Ze had negen dochters en één zoon. Dat zei ze ook over ons gezin. Dat wij maar één kind hadden. 'En wij dan?' vroegen mijn zus en ik. 'Jullie gaan voor ons zoontjes krijgen,' antwoordde ze. Ik werd er wanhopig van. Wat moest ik met mijn leven op aarde? Zoontjes baren! Een zoontjesfabriek worden. Ik was toen negen jaar.
Om hun toekomstige functie als zoontjesfabriek zo goed mogelijk te vervullen, wordt meisjes van jongs af aan geleerd zich te schikken. Naar God, vader, broer, familie, clan. Hoe beter een vrouw daarin slaagt, hoe deugdzamer ze gevonden wordt. Je moet altijd geduldig zijn, ook wanneer je man de meest vreselijke dingen van je verlangt. En daarvoor word je beloond in het hiernamaals. Maar die beloning stelt weinig voor. Voor vrouwen zijn er in het paradijs dadels en druiven. Verder niets."

## Recensies
Volgens ex-communist Jolande Withuis, die De zoontjesfabriek besprak in NRC Handelsblad, vertolkte Hirsi Ali 'een aloud feministisch punt', namelijk dat de specifieke belangen en rechten van vrouwen onterecht worden vergeten of genegeerd wanneer zij door socialisten worden gerekend tot een onderdrukt collectief (anno 1933 de arbeidersklasse, anno 2002 de allochtonen). In het socialistische denken moet zo'n onderdrukt collectief eenheid uitstralen ten opzichte van 'de onderdrukkers', en bestanddelen van het onderdrukte collectief – zoals mannen – mogen niet bekritiseerd worden. 'Met [dergelijke] kritiek zou je de positie van de onderdrukte sociale laag verzwakken, je zou 'rechts' in de kaart spelen en je zou 'slachtoffers' van wandaden beschuldigen (wat in dit denken niet kan). Het 'groepsdenken' ontkent belangenconflicten tussen onderdrukten en dat is in het voordeel van de machtigsten binnen zo'n groep.' Withuis vond het terecht dat Hirsi Ali de PvdA verweet moslimvrouwen te vergeten, maar vroeg zich af of haar keuze voor de VVD zoveel beter was, zeker als die zou gaan regeren met het CDA, een partij die nog veel (moslim)vrouwonvriendelijker zou zijn.
Voor de Volkskrant recenseerde Wim Wirtz Hirsi Ali's boek tegen de achtergrond van de aanhoudende controverse over haar uitspraken en haar overstap van de PvdA naar de VVD. 'Wie de moeite neemt zich onbevangen te verdiepen in het boekje De zoontjesfabriek (...) moet wel erg z'n best doen om kwetsende teksten te ontdekken,' merkte hij op, al voegde hij eraan toe dat dit wellicht was omdat hij als westerling 'eraan gewend is geraakt dat zijn hele hebben en houwen in een democratische rechtsstaat zonder repercussies ter discussie kan komen te staan.' Volgens Wirtz was het boek genuanceerd en wees niet de islam als geheel af, maar hield een vurig betoog voor hervorming van de islam, vooral met betrekking tot moslimvrouwen: 'geen mishandeling, gedwongen besnijdenis, uithuwelijking, gelegitimeerde verkrachting en een tweederangs positie als 'zoontjesfabriek' in de moslimgemeenschap.'
In de Vlaamse krant De Morgen schreef een recensent van Marokkaanse afkomst dat de observaties van Hirsi Ali, met name de notie dat 'een moslimvrouw aan status wint naarmate ze meer zonen heeft', haar heel erg deden denken aan 'mijn eigen familie, mijn eigen omgeving, verhalen ook die ik van zoveel andere moslimmeisjes gehoord heb'. In haar oordeel 'mist Hirsi Ali weleens subtiliteit wanneer ze over de islam schrijft, en dat komt omdat ze vaak vanuit veralgemeningen vertrekt. Maar soms slaat ze ook spijkers met koppen.'
In Trouw verscheen een artikel van journalist en theoloog Lodewijk Dros. Naar aanleiding van haar boek en Hirsi Ali's uitspraak dat Mohammed 'een perverse tiran' was plaatste hij Hirsi Ali in een rij van andere radicale atheïsten (waarvoor hij in het artikel de term Verlichtingsfundamentalisme muntte) zoals Herman Philipse, Paul Cliteur, Maarten 't Hart en Rudy Kousbroek. Wat hem betreft waren haar oproepen om de islam te hervormen en matigen ('Verlichten') lovenswaardig, maar wilde ze eigenlijk nog verder gaan en religie als geheel bestrijden, getuige passages zoals 'Ik heb niets tegen religie als bron van troost, maar ik wijs religie af als ijkpunt van moraal, als richtsnoer voor het leven.'